# Épitaphe (album des Gens de la Lune)
Albums de Gens de la Lune
Alors joue !
(2011) Pentacle de Lune
(2021)
Épitathe est le troisième album du groupe français de rock progressif Gens de la Lune, auto-réalisé en 2014 par le groupe.
Il s'agit d'un opéra rock en deux CD, inspiré par la vie du poète belfortain Léon Deubel (1879-1913), le dernier des poètes maudits, ayant connu la misère jusqu'au suicide. Il est décomposé en douze tableau depuis la naissance jusqu'au suicide de Léon.
Une version DVD sort en 2016 : l'oeuvre y est joué en concert dans son intégralité, filmée le 10 janvier à la Maison du Peuple de Belfort. Le concert est filmé avec uniquement trois caméras sur pieds, et mis à part le premier rang, le public n'est pas visible.

## Conception
« La première fois que j’ai entendu Robert Belot, l’adjoint à la culture de Belfort, me parler de Léon Deubel, c’était pour mes 60 ans et le concert des Gens de la Lune, mon groupe, au Fimu, explique Francis Decamps. Robert a alors lancé l’idée d’un opéra rock autour du centenaire du poète belfortain… À vrai dire, je ne le connaissais pas… »
Après s'être documenté sur le poète à la bibliothèque municipale, Francis découvre que : « Léon Deubel est plus qu’un poète maudit. C’est quelqu’un de très intéressant, à l’écriture très riche. Il a côtoyé Apollinaire, Pergaud et Varèse. ll avait créé aussi sa revue à Paris, L’Île sonnante, et y a publié les premiers textes de Louis Pergaud, son ami. Des textes de Deubel ont été mis en musique par le jeune Edgar Varèse, le grand compositeur franco-américain… Deubel est loin d’être un histrion. »
En plus des textes écrit par Francis Décamps, le disque fait entendre des extraits de poèmes de Deubel lus par Jean-Philippe Suzan, chanteur des Gens de la Lune.. A coté d'instruments rock traditionnels , les musiciens utilisent un « Haken Continuum », clavier sensitif sans touche, utilisé par la claviériste de Dream Theater, Jordan Rudess, un « Handpan Drum », percussions en forme de cloche métallique, et une « Guitara », sorte de guitare sans cordes.
L'album fait penser à des œuvres musicales comme Darwin de XII Alphonso, Le Vaisseau de Pierre de Tri Yann, The Black Project de  Christian Bruin, et le groupe Ange inévitablement.  « Jusqu’au dernier titre de ce double disque, les claviers de Francis sortent leurs lignes mélodiques et mélodieuses dont lui seul en a le secret, un sorcier du clavier, un enchanteur du progressif made in France. » 

## Titres et précisions

### Version CD (2014)

#### CD 1
1. Brillant embryon 8:18 : de l'embryon à la naissance de Léon Deubel
2. Triste mardi-gras 6:45 : la relation de Léon avec sa grand-mère le jour du mardi gras
3. Mon axiome bleu indigo 8:14 : l'internat à Baume-les-Dames durant l'adolescence et la découverte de l'amour
4. Le baume érotique 7:09 : pièce instrumentale
5. Quelques détreses 7:09 : Deubel à Paris en 1900
6. Sous off horreur ! 8:58 : le passage sous les drapeaux à Nancy de 1900 à 1903[2].

#### CD 2
1. Cueillir les secrets de l'aube 6:40 : la rencontre avec Louis Pergaud en 1903
2. Les arts 4:27 : voyage à Florence en 1903
3. Choc d'un prélude 4:28 : pièce instrumentale
4. Du haut de ma citadelle 6:51 : retour à Besançon en 1912
5. Où sont les routes de mes déroutes 4:59 : voyages en Belgique, Allemagne, Nord, Paris de fin 1912 à début 1913
6. Épitaphe 11:59 : le suicide de Léon Deubel sur les bords de la Marne le 6 juin 1913[2]

### Version DVD (2016)
1. Brillant embryon - live
2. Triste mardi gras - live
3. Mon axiome bleu indigo - live
4. Le Baume érotique - live
5. Quelques détresses - live
6. Sous-off, Horreur ! - live
7. Cueillir les secrets de l'aube - live
8. Les arts - live
9. Choc d'un prélude - live
10. Du haut de ma Citadelle - live
11. Où sont les routes de mes déroutes - live
12. Épitaphe - live

## Musiciens
- Francis Décamps : chant, claviers
- Jean Philippe Suzan : chant, narration, percussions
- Damien Chopard : guitares
- Mathieu Desbarats : basse
- Cédric Mells : batterie

## Pochettes
Le coffret de deux CD est accompagné d’un livret illustré par Ellen Van Werkhoven, le tout enveloppé avec une reliure façon vieux livre en cuir.